# Burgau (Stájerország)
Burgau osztrák mezőváros Stájerország Hartberg-Fürstenfeld járásban. 2017 januárjában 1051 lakosa volt.

## Elhelyezkedése

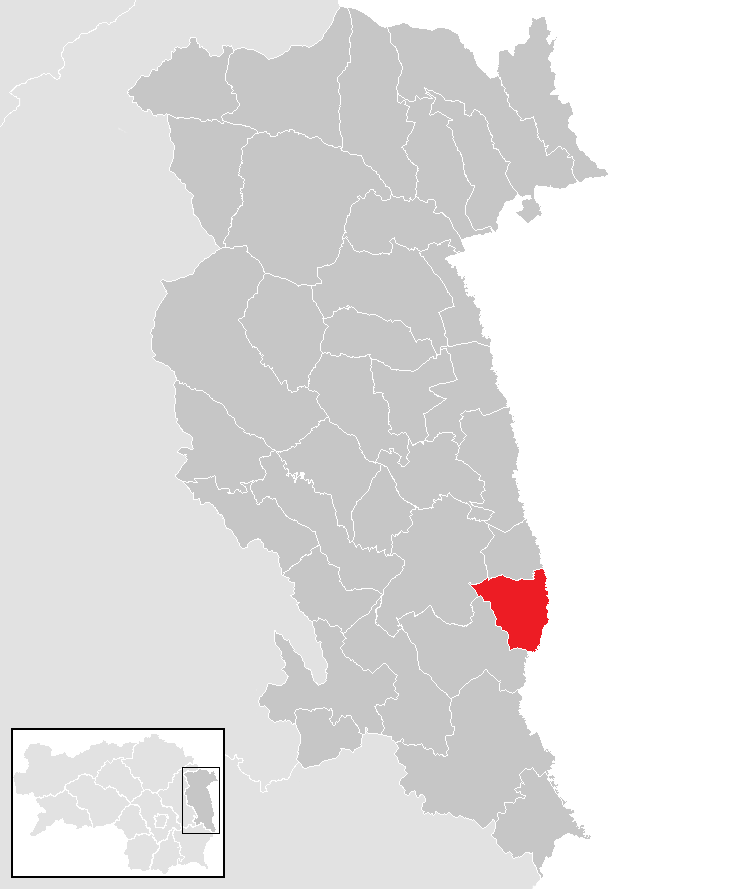
Burgau a Hartberg-fürstenfeldi járásban

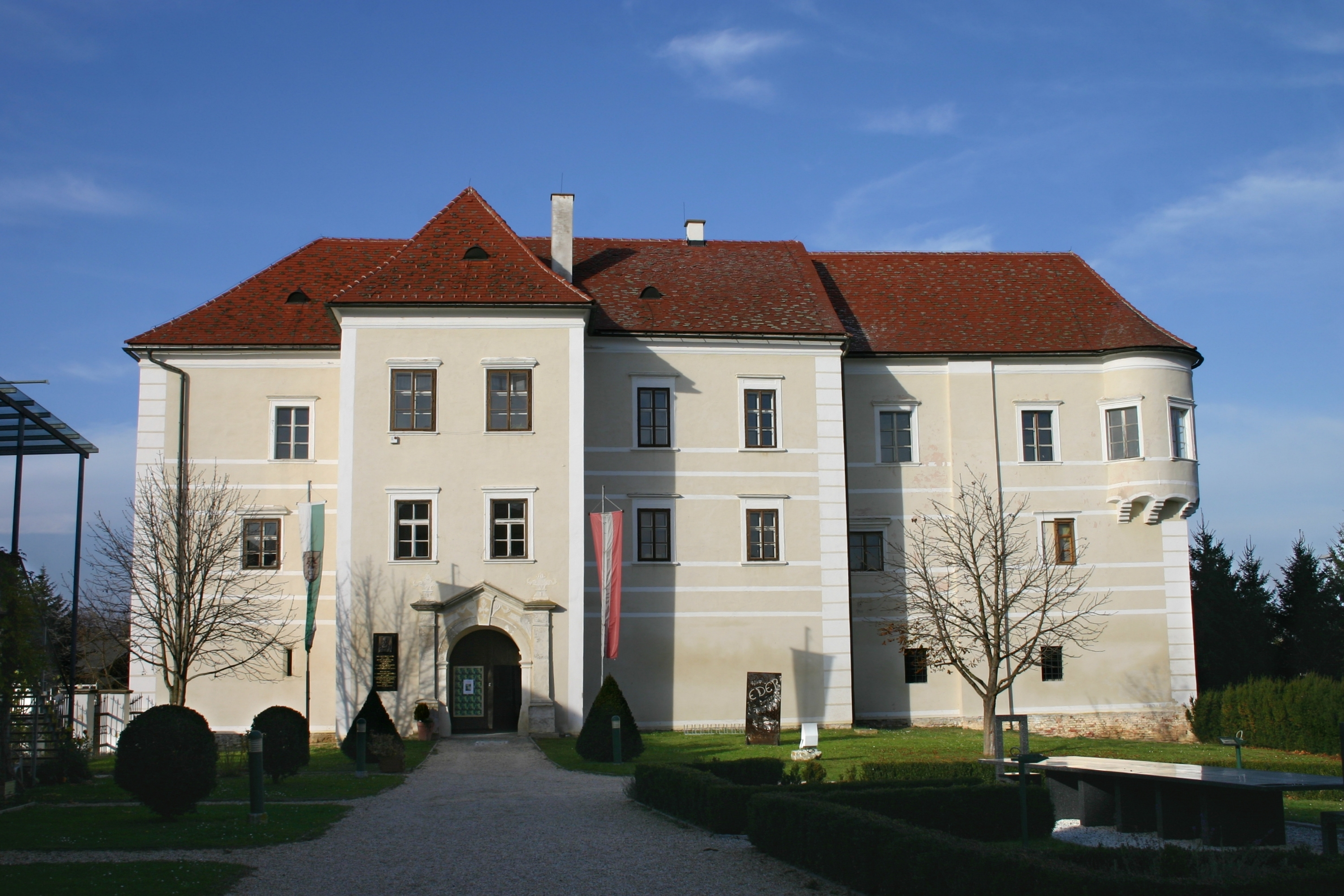
A burgaui kastély

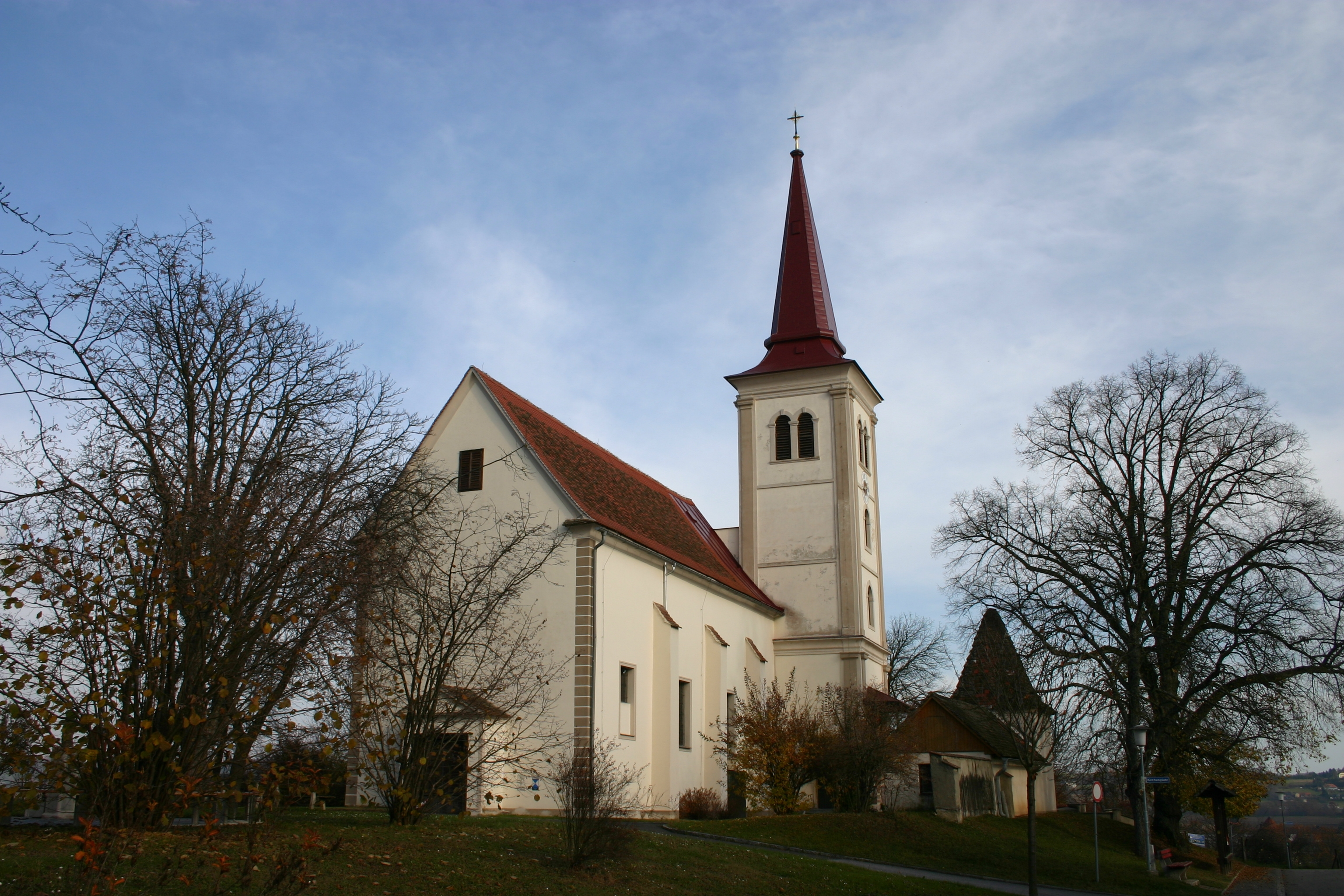
A Szűz Mária-templom

Burgau a Kelet-stájerországi dombság keleti peremén fekszik, kb. 50 km-re keletre Graztól. Legfontosabb folyóvize a Lapincs, amely keleti határát (és egyben a stájer-burgenlandi határt) alkotja. Területének nyugati részét az Entenwald erdeje borítja. Az önkormányzathoz egyetlen település tartozik.
A környező önkormányzatok: délnyugatra Bad Blumau, nyugatra Bad Waltersdorf, északra Neudau, északkeletre Burgóhegy-Magashegy (Burgenland), keletre Némethidegkút (Burgenland).

## Története
Burgau (akkor még Burg in der Au - "folyómenti vár") várát 1367-ben említik először. A Lapincs (amely akkor magyar-osztrák határfolyó volt) és Lobben folyók védte és még széles árokkal is körbevett erőd a határt védte a magyar betörésekkel szemben. Első ismert urai a Puchheim-család tagjai voltak, majd 1429-ben a vár és a mellette fekvő település átkerült a Neitpergekhez. Hans von Neitperg halála után a nemzetség kihalt és birtokait a Polheimek örökölték. A 15. század közepén Burgaut - és egész Stájerországot feldúlta a császár elleni, Andreas Baumkirchner-féle nemesi felkelés. Az akkor már mezővárosi rangú települést és templomát Weikhard von Polheim támogatásával újjáépítették. Az ő fia, Seifried von Polheim anyagi gondjai miatt 1498-ban 200 guldenért elzálogosította a várat. 1500-ban a törökök ellen vitézkedő Erhard von Polheim kapta meg Burgaut, aki megerősítette a várat, amely így 1529-ben és 1532-ben is sikeresen kiállta a török ostromot. Erhard fia, Weikhard szintén továbbfejlesztette a vár védelmét, ám utódai pénzhiány miatt 1564-ben elzálogosították a birtokot Hans von Zelkingnek, aki továbbadta Mathias von Trautmannsdorfnak. Az ő utódai keményen megadóztatták a mezővárost, amely polgárai 1675-ben és 1687-ben hiába kérelmezték a kormányzatnál robotterheik enyhítését.
1704-ben Rákóczi kurucai végigpusztították Kelet-Stájerországot, de Burgaut - hála a polgármester ügyes tárgyalásainak és váltságfizetésének - megkímélték. 1753-ban Max Gundakher von Trautmannsdorf eladta Burgaut Batthyány Ádámnak. Az ő fia, Batthyány Károly 1789-ben megalapította angol mintára az első pamutmanufaktúrát Ausztriában. Az üzemhez a legmodernebb felszereléseket Angliából csempésztette ki. A gyár a nyersanyaghiány, a napóleoni háborúk és a bécsi konkurencia miatt 1808-ban bezárt és csak 1835-ben kezdte az újra a működését, miután egy bécsi kereskedő, Georg Borckenstein megvásárolta.
A kastély utolsó tulajdonosa Batthyány Lajos, az 1848-as magyar forradalmi kormány miniszterelnöke volt, akit 1849-ben kivégeztek. Az épület 1871 óta a város tulajdonában van és 1968-ig általános iskola üzemelt benne. A 90-es években rövid ideig egy egészségügyi központnak adott otthont, ma itt található a polgármesteri hivatal. A dísztermeket különböző kulturális rendezvényekre, eseményekre adják bérbe.

## Lakosság
A burgaui önkormányzat területén 2017 januárjában 1051 fő élt. A lakosságszám 1890-ben érte el a csúcspontját 1357 fővel, azóta hullámzóan ugyan, de összességében csökkenő tendenciát mutat. 2015-ben a helybeliek 92,5%-a volt osztrák állampolgár; a külföldiek közül 1,8% a régi (2004 előtti), 3,1% az új EU-tagállamokból érkezett. 0,9% a volt Jugoszlávia (Szlovénia és Horvátország nélkül) vagy Törökország, 1,7% egyéb országok polgára. 2001-ben a lakosok 88,6%-a római katolikusnak, 3,3% evangélikusnak, 1,3% ortodox kereszténynek, 4,4% pedig felekezet nélkülinek vallotta magát. Ugyanekkor 4 magyar élt a mezővárosban.

## Látnivalók
- a burgaui Wasserschloss ("vízivár")
- a Szűz Mária-kegytemplom 14. századi elődjét 1418-ban a betörő magyarok pusztították el, majd 1624-ben és 1775-ben tűzvész, majd vihar rongálta meg. Harangja 1586-ból való.
- az 1750-ben emelt Mária-oszlop a főtéren
- a Kurucösvény (Kuruzzenwanderweg) bemutatja a környék természeti szépségeit, illetve egy rekonstruált középkori határőrtornyot

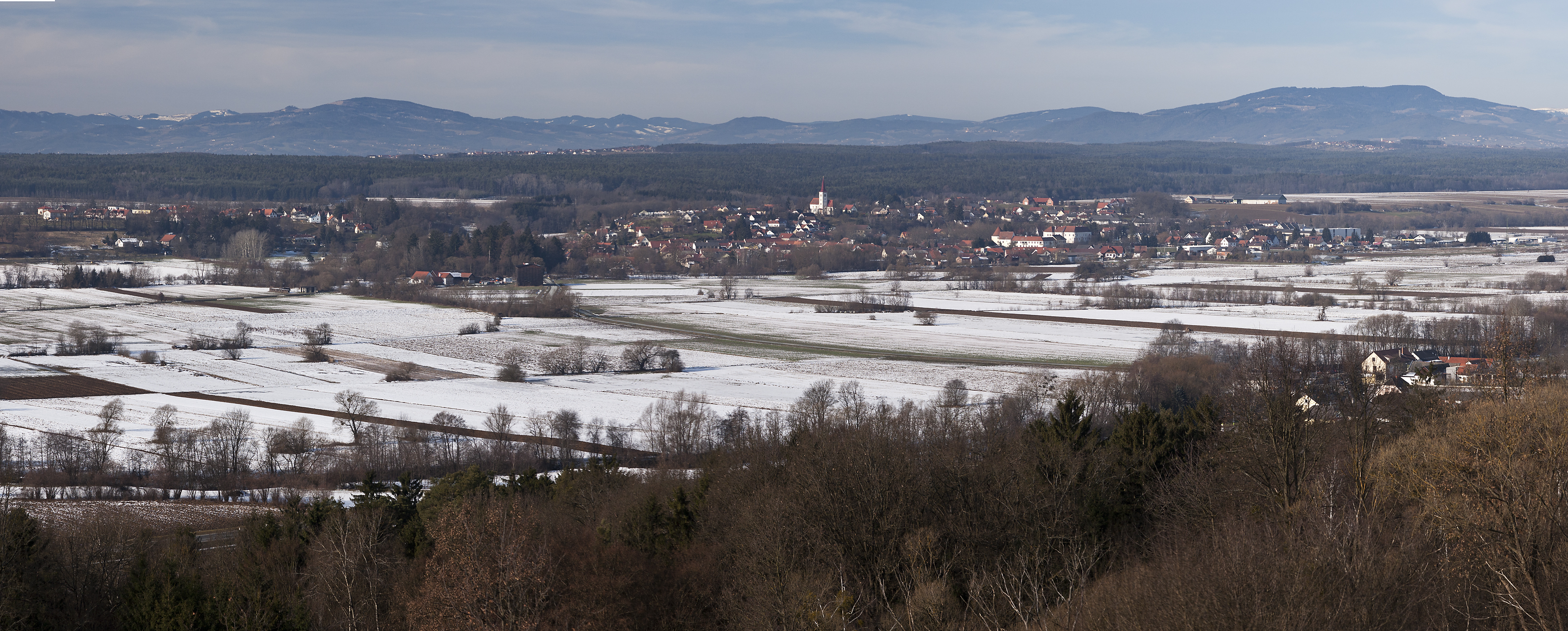
Burgau látképe

## Fordítás
- Ez a szócikk részben vagy egészben  a   Burgau (Steiermark) című német Wikipédia-szócikk ezen változatának fordításán alapul.  Az eredeti cikk szerkesztőit annak laptörténete sorolja fel. Ez a jelzés csupán a megfogalmazás eredetét és a szerzői jogokat jelzi, nem szolgál a cikkben szereplő információk forrásmegjelöléseként.